# Dicrodon holmbergi
Dicrodon holmbergi es una especie de lagarto de la familia Teiidae. Es endémica del valle Chao en el departamento de La Libertad (Perú). Fue nombrada en honor de Allan R. Holmberg que colectó los especímenes.